# 拉娜·德雷

## Chemtrails over the Country Club
伊丽莎白·伍里奇·格兰特（1985年6月21日—），艺名拉娜·德雷，是一名美國歌手、詞曲作家及音樂製作人，出生於美國紐約市。
德芮18歲時就已開始寫歌。2005年4月25日以May Jailer爲藝名推出《Sirens》。2007年，她與5 Points Records簽約，並於2008年10月21日以Lizzy Grant的藝名發布個人EP《Kill Kill》。2010年1月，德雷推出首張數字專輯《Lana Del Ray》，並在同年4月與5 Points Records解約。2011年6月，她的單曲《電玩》發行，而音樂影片於同年8月在她創建的YouTube頻道上發布。該曲因其獨特的風格而廣受好評。
2012年1月27日，德雷推出她的第2张录音室专辑《向死而生》，此专辑曾获得iTunes下载网站16国冠军，英国金榜冠军，与此形成对比的是美国《滾石雜誌》给其两颗星的评价。《Video Games》也曾在《告示牌》百強單曲榜取得第90名。同年2月，《向死而生》在英国金榜排行第1名，以及是14国iTunes下载的第1名，《公告牌》二百强专辑榜第2名。該年全球銷量共超過340萬份，成為2012年全球第五最畅销的专辑，购买者横跨整个欧洲图表。同年11月9日推出EP《Paradise》，并与《向死而生》合成改版专辑《生死相守 – 天堂版》发行。
2013年，德雷获第32屆全英音乐奖国际最佳女歌手奖；同年5月为电影《了不起的盖茨比》献唱插曲《年輕貌美》，12月发行微電影《Tropico》。
2014年，歌曲《夏日忧伤》的混音版《Summertime Sadness (Cedric Gervais Remix)》獲得第56屆格萊美年度混音獎；同年6月13日發行第3張錄音室專輯《暴力美學》，這張專輯由德雷與的主唱兼吉他手丹·奥尔巴赫（Dan Auerbach）合作完成，凭借首周達到十八萬兩千張的銷售記錄，而位居美國公告牌二百強專輯榜冠軍。2015年，在與寇特妮·洛芙和Grimes進行的北美巡演后，德雷發行了她的第四張專輯《蜜月旅行》。兩張專輯都獲得了積極的評價響應。德雷的第5張專輯《渴望生活》於2017年發行。《渴望生活》獲得了好評，並成為德雷在美國排名第一的第二張專輯。
2019年，德雷發行了她的第六張專輯《諾曼去你的洛克威爾》(Norman Fucking Rockwell!)，這張專輯獲得了包括「年度專輯」的兩項葛萊美獎提名。

## 早年生活
拉娜·德芮（Lana Del Rey），本名伊丽莎白·伍里奇·格兰特（Elizabeth Woolridge Grant），1985年6月21日出生于美国纽约。其父亲是罗伯特·格兰特（Robert Grant），前葛瑞集团广告文案、现企业家；母亲是帕特里夏·格兰特（Patricia Grant），前葛瑞集团业务员。她也具有苏格兰血统。她有一个名为卡罗琳（Caroline）的妹妹，以及一个名为查理（Charlie）的弟弟。
德芮从小在纽约普莱西德湖成长，直到15岁时，为解决她的酒精依赖症问题，她被送去位于康涅狄格州的一个寄宿学校肯特中学就读了3年，在那之前她是在一所天主教小学就读。18岁左右时，她搬到了布朗克斯，在福坦莫大学学习哲學形上学，她说：“我的音乐灵感就是在大学学习期间获得的。”她在布朗克斯待了4年，之后在布鲁克林又待了4年。大学期间，她也帮忙在一个印第安保留地“穿越国家”中绘制和重建房屋。
德雷在儿童时期开始在教堂唱诗班唱歌，并且是作为领唱。18岁时，她的叔叔教了她怎样弹吉他，当时她“感觉自己可以用这6根琴弦编写出成千上万的歌曲”，之后她开始以各种各样的名字诸如莉兹·格兰特（Lizzy Grant）、Sparkle Jump Rope Queen、Phenomena等等在夜店当驻唱。“我当时并没有把音乐当成赚钱的工具。在我18岁回到纽约时，我就开始在布鲁克林的夜店表演。我在地下音乐圈有一些很好的朋友和歌迷，但是我们那时也就是为对方表演——就是这样。”

## 演艺经历

### 2005-2010：音乐生涯开始，《Kill Kill》和《Lana Del Ray》
2005年，美国版权办公室登记了两个以伊丽莎白·伍里奇·格兰特（Elizabeth Woolridge Grant）为名的CD，其中一个名为《Rock Me Stable》（也有一个别名是《Young Like Me》），另一个为《From The End》，两张专辑都在2014年1月29日释出。2005-2006年间，她以May Jailer为艺名录制了专辑《Sirens》，该专辑在2012年5月释出。
2006年，在她于威廉斯堡现场作曲比赛第一次表演后，德雷遇见了5 Points唱片公司的星探范·威尔森（Van Wilson）。2007年，还在福坦莫大学读大四的德雷与5 Points唱片公司签约，随后和制作人David Kahne一起工作。通过David Kahne，2008年10月，她发行了她的第一张3曲目EP《Kill Kill》。她对此解释说：“在得到唱片样本后David要求只跟我合作一天。他是一个很正直的制作人，而且对不拘泥于流行风格的音乐很感兴趣。”但是她的专辑随后石沉大海。
2010年1月，德雷的首张完整录音室专辑《Lana Del Ray》发行，她的父亲罗伯特·格兰特在专辑的宣传经费方面提供了一些资助。该专辑曾在iTunes商店上架了一段短暂的时间，但后来被下架。《Lana Del Ray》发行3个月后，德雷遇见了她现在的经纪人本·莫森（Ben Mawson）和埃德·米勒特（Ed Millett），他们帮助了她离开5 Points唱片公司，她也认为和这个唱片公司继续合作“没有什么意义”。
不久后，她搬到了莫森位于英国伦敦的家中“住了几年”。在艺名问题上，她说：“我想我的音乐风格应该和艺名贴近。当时我经常去迈阿密，和我来自古巴的朋友用西班牙语聊天——Lana Del Rey这个名字可以让我们想到海边的魅力。”她也说过这个名字是她的私人律师和经纪人一起想出来，并说服她作为艺名的。

### 2011-2013：《生死相守》、《天堂》和《Tropico》

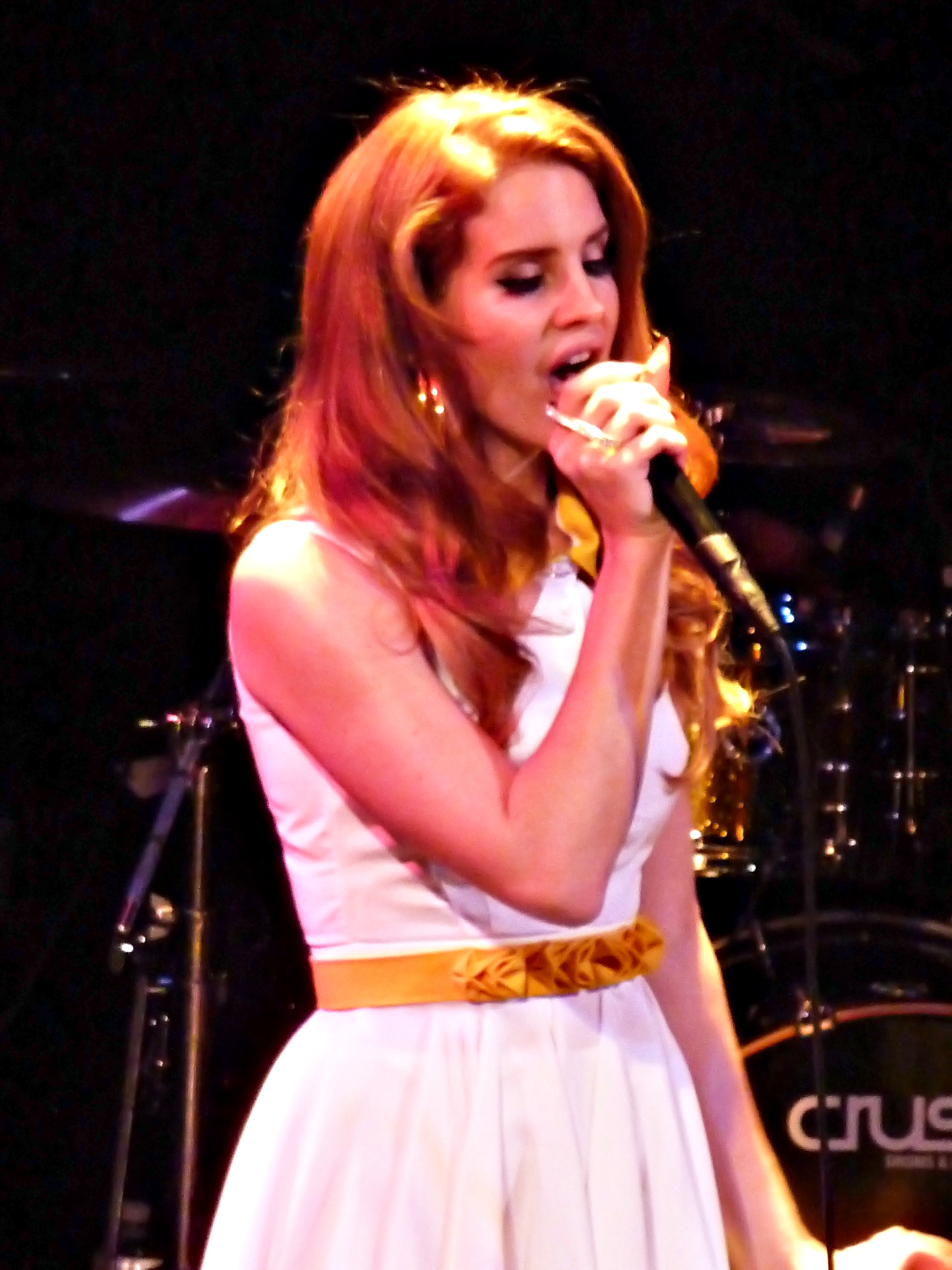
2011年，德雷在Bowery Ballroom表演

在上传了一些歌曲到YouTube上后，德雷被Stranger唱片公司相中并与其签约，之后发行了她的首支单曲《电子游戏》。她对《观察家报》说：“我只是在几个月前把那首歌上传到网络上，因为它是我的最爱。事实上，（作为首单的）并不是应该是那首歌，但是它已经引起了很大反响。”这首歌让她在2011年10月获得了英国Q Award音乐奖的明日之星（Next Big Thing），以及英国Ivor Novello音乐奖的最佳当代单曲。同月，她与新视镜唱片公司和宝丽多唱片公司签约，以制作她的第二张录音室专辑《生死相守》。为建立公众对这张专辑的期待，德雷参与了一些现场演出，比如在Bowery Ballroom和在Chateau Marmont的宣传演唱会，以及一些电视节目，比如《De Wereld Draait Door》和《Later... with Jools Holland》。
2012年1月14日，德雷在《周六夜现场》中演唱了专辑中的《电子游戏》和《蓝牛仔》，这场演出受到了很多评论家和公众的批评。歌手兼演员朱丽叶特·刘易斯批评其“就像一个12岁的小女孩在自家卧室里扮歌星唱歌”，NBC夜间新闻主持人、独立音乐粉丝布萊恩·威廉斯更是认为其是“《周六夜现场》有史以来最差的一次演出”。演员丹尼尔·雷德克里夫为德雷进行了辩护，尽管他并未真正看过这场演出。她也为自己在节目中的表现辩解，说：“我是一个优秀的音乐人……我唱歌已经有很长时间了，然后我觉得（《周六夜现场》创始人）洛恩·迈克尔斯知道这一点……这并不是一个偶然的选择。”一周后，克莉絲汀·薇格在周六夜现场复述了德雷在《周末更新》（Weekend Update）上为自己辩解的话。当问到在受到广泛批评前她享受了多久成功的乐趣时，德雷回答：“我从来就没有感觉享受。这一切都很糟糕，一切。”

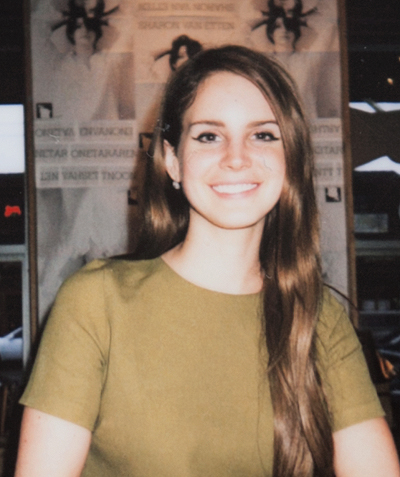
2012年华盛顿州西雅图，德雷在一个粉丝见面会宣传《生死相守》

《生死相守》于2012年1月31日正式在全球发行，并在11个国家名列第一，尽管争议不断。同一周，德雷称她买回了《Lana Del Ray》的所有权，并计划在该年夏天通过新视镜唱片公司和宝丽多唱片公司重新发行。《生死相守》在2012年售出了340万张，在2012年度专辑销量排行中名列第五。
2012年6月15日，在一次RTVE的采访中，德雷宣布她正在制作一张新专辑，并会在11月发行；之后在接受Nova 100的采访时，她又改口称即将发行的并不是新专辑，而更像一张EP。9月中旬，该EP《Paradise》首单《Ride》放出。9月19日，《Blue Velvet》的MV通过H&M发行。一天后，9月20日，《Blue Velvet》作为宣传单曲可供购买。9月25日，《Ride》发售，其MV首映式于10月10日在加利福尼亚州圣莫尼卡Aero剧院举行。有女权主义和反性交易者认为该MV有支持性交易和反女权主义的成分，而自从《电子游戏》以来，“反女权主义”就一直被作为对德雷音乐作品的批评声音。
2012年11月12日，《生死相守 天堂版》发行。《Paradise》成为德雷第二张美国排名前十的专辑，首次在公告牌二百强专辑榜中排行前10，并在发行首周售出6.7万张。2012年欧洲音乐大奖上，德雷获得了最佳另类歌手奖、最佳推荐歌手奖、最佳新人奖的提名。在获得了最佳另类歌手奖后，德雷将最佳女歌手奖让给了泰勒絲。
在2013全英音乐奖上，德雷获得了国际最佳女歌手奖，这也是她第二次赢得全英音乐奖的奖项。她的获奖让之前预料泰勒絲会获得该奖项的人们感到意外。2013年3月，德雷向法国潮流杂志《L'Officiel Paris》背诵了沃尔特·惠特曼的一首诗《Song of Myself》。19日，《Burning Desire》可作为《Paradise》第二首宣传单曲下载，其MV已在2月情人节当天首映。21日，德雷在ECHO奖中获得了国际最佳新人奖和最佳流行/摇滚艺人奖。
德雷同《了不起的盖茨比》导演兼联合编剧和制片人巴兹·鲁赫曼（Baz Luhrmann）一起创作了《年轻美丽》，并于2013年3月23日发行。发行后一度在告示牌百强单曲榜上排名第22，成为德雷在该榜排名最高的歌曲。但是，在这首歌派送到当代流行音乐类型电台后没多久，唱片公司却早早将它取消掉并决定更换一首歌；2013年7月2日，《夏日忧伤》Cedric Gervais版混音被派送到了该电台。这首歌发布后大获成功，超越了《年轻美丽》在排行榜上名列第6，成为她的第一首排行美国榜前十的混音。该混音也获得了2013年格莱美年度最佳混音奖。

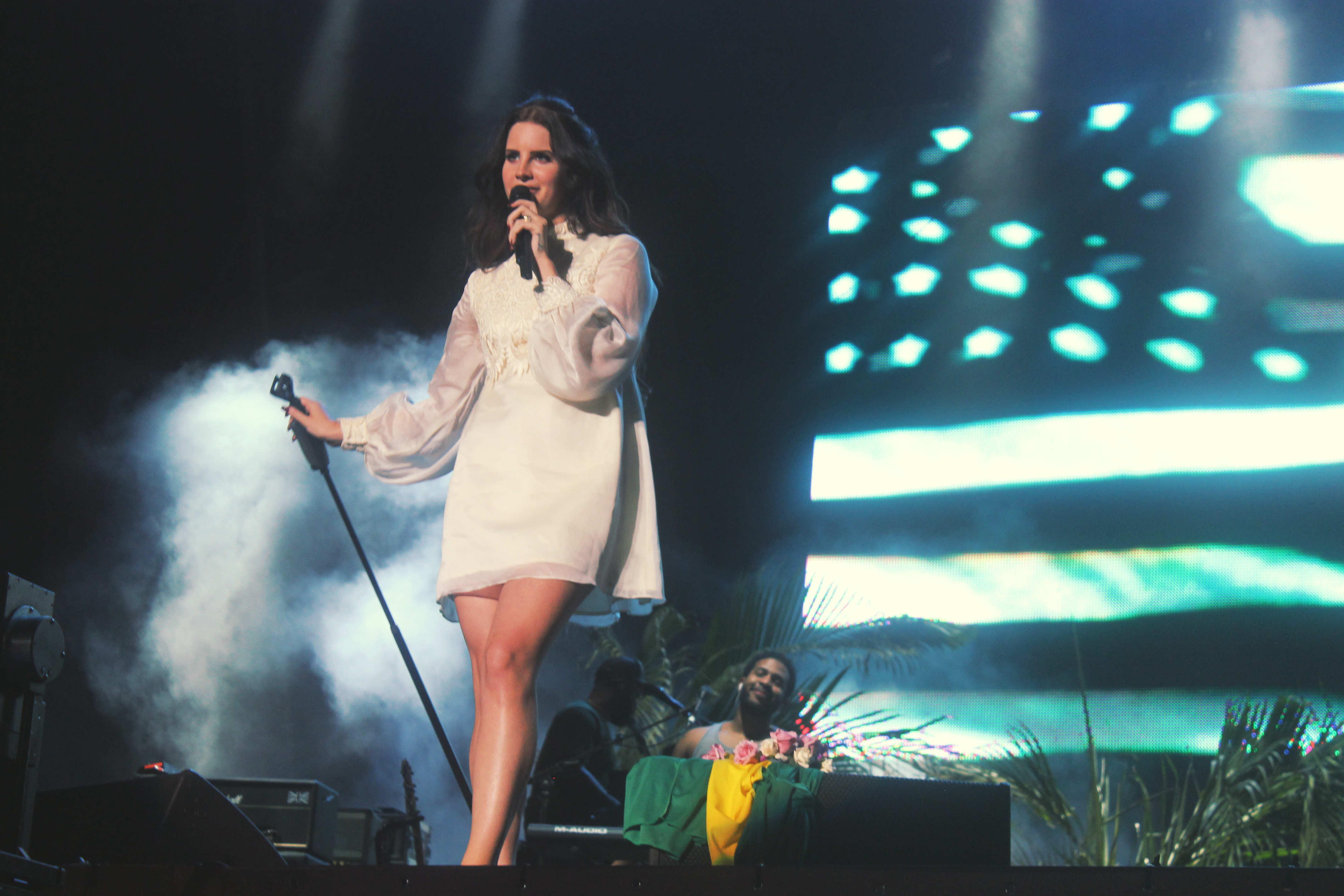
2013年，德雷在Planeta Terra Festival表演

2013年3月27日，由德雷翻唱的歌曲《Chelsea Hotel No.2》（原唱里奥纳德·科恩）的MV放出。接下来的一个月，即2013年4月，另一个自制影片放出，为德雷与她的前男友貝瑞-詹姆士·歐尼爾（Barrie-James O'Neill）共同翻唱的《Summer Wine》（原唱李·黑兹尔伍德）。

在发行《Paradise》的同时，德雷宣布她在计划着手制作一个名为《Tropico》的微电影。影片于2013年6月拍摄，由安东尼·曼德勒（Anthony Mandler）导演。2013年11月22日，《Tropico》官方预告片释出，预告片结尾宣布了影片会在2013年12月5日上传至德雷的官方VEVO。德雷也向公众说明：“我真的希望能和大家再次见面，所以我可以尝试以视觉的方式结束《Born to Die》及《Paradise》这一章，在发布新专辑《Ultraviolence》前。”媒体将该专辑名称解读为来自安东尼·伯吉斯1962年所著的反乌托邦中篇小说《发条橙》，尽管最初的报道在是写成一个单词（Ultraviolence）还是两个单词（Ultra Violence）上有分歧。2013年12月6日，《Tropico》同名EP在iTunes上上架，包括了该影片完整音频及三首被引用至影片里的歌曲：《Body Electric》、《Gods & Monsters》、《Bel Air》。

### 2014-2016：《暴力美學》、《蜜月旅行》

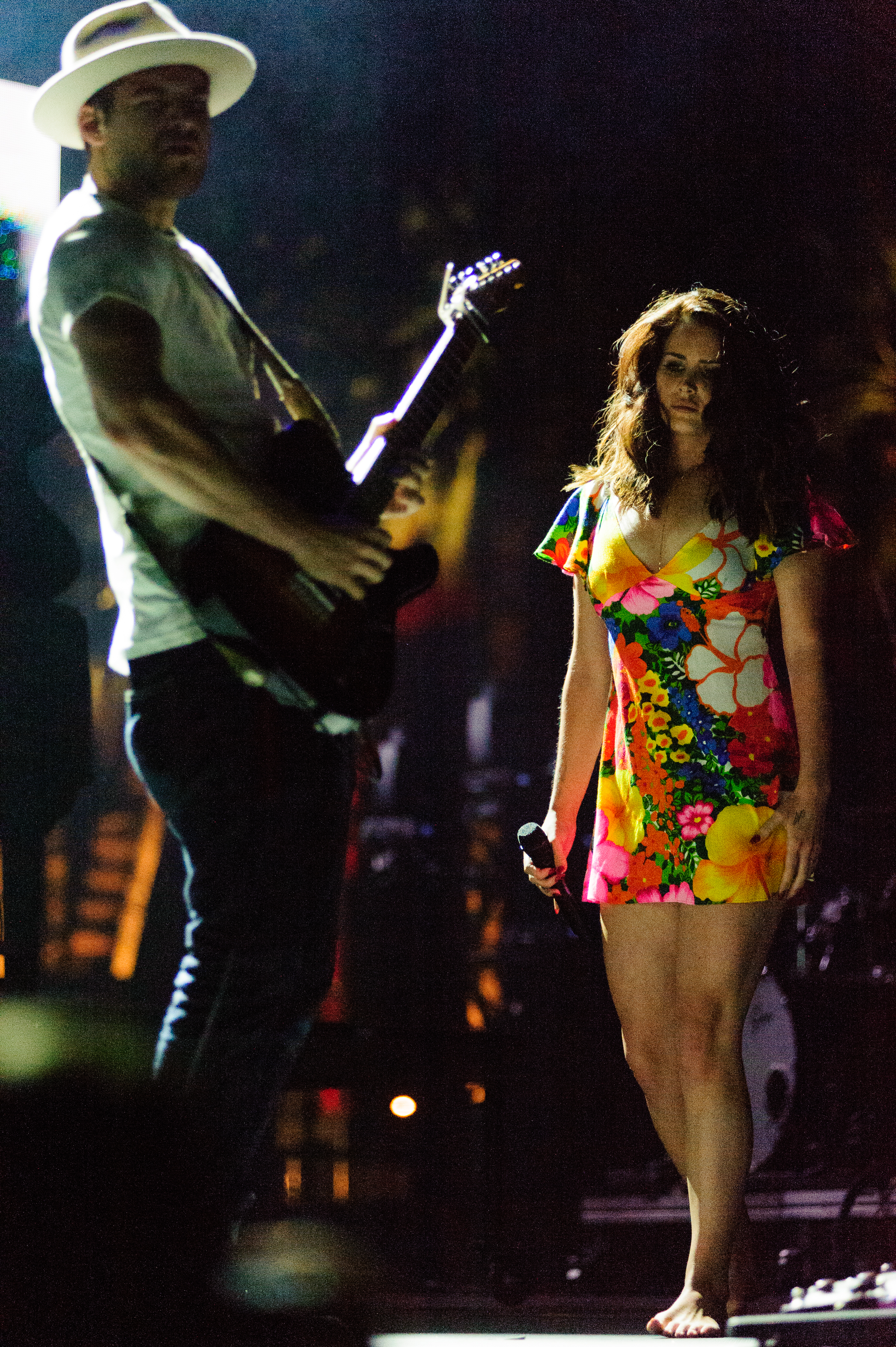
德雷在2014年科切拉音樂節表演

2014年1月23日，有消息证实德雷将会翻唱歌曲《Once Upon a Dream》（来自1959年电影《睡美人》）作为2014上映的魔幻电影《沉睡魔咒》的主题曲。这首歌于1月26日发行。2月20日，德雷在推特上发表了一张她和丹·奥尔巴赫的合照，并附文字说明：“我和丹·奥尔巴赫很高兴为你带来《暴力美學》。”奥尔巴赫和德雷被传1月时曾一起在奥尔巴赫位于纳什维尔的Easy Eye Sound录音室工作，据称他正在制作德雷即将到来的新专辑。3月，洛福斯·温莱特在一次采访中透露他正在与德雷一起工作。
4月14日，《暴力美學》首单《西海岸》发行。5月23日，德雷在社会名流、娱乐界名媛金·卡戴珊和说唱歌手坎耶·韦斯特在凡尔赛宫的婚礼前的庆祝会上演唱了3首歌，韦斯特在2013年10月向卡戴珊求婚时曾唱过《年轻美丽》。2014年5月26日，二单《冷色调》发行；6月4日，三单《美学》发行，紧接着是6月8日发行的四单《Brooklyn Baby》。2014年6月10日，《滚石》杂志的一篇文章透露德雷将被邀请制作歌手布萊恩·威爾森即将发行的录音室专辑《No Pier Pressure》。《暴力美學》在2014年6月13日发行，初亮相便在12个国家排行榜首，包括美国和英国。发行第一周全球销量为88万张，一個月內突破百萬張，至今已在全球賣出超過300萬份拷貝。。德雷曾在2013年2月将这张专辑描述为“更简单，但仍然充满电影风格和黑暗”。
2014年10月末，演员杰西卡·兰格在电视剧《美国恐怖故事》中翻唱了德雷的EP《Paradise》中的歌曲《Gods and Monsters》。德雷也为提姆·波頓执导电影《大眼睛》创作了两首歌曲《Big Eyes》和《I Can Fly》，并在2014年12月3日释出两首歌的完整版。
2014年12月，德雷宣布，她將在2015年夏天舉行一場巡迴演出，并命其名為“無盡的夏季巡演”。有8場演出與Courtney Love合作，還有10場演出與Grimes合作同樣在2014年12月，德雷在接受Galore雜誌採訪時透露，她開始製作一張新專輯，她表示將於2015年下半年發行。那個月初，德雷還向Galore雜誌提到她已經在專輯的錄製階段，她同時也為獨立電影寫歌。“丹·希思和里克·諾斯特爾是我最親愛的兩個朋友”。2015年1月，Del Rey在接受洛杉磯時報採訪時表示，她的新專輯中的一首歌曲將被命名為《美男子的主題曲》。同一個月，她為埃米爾·海妮的專輯《Wait for Life》錄製的一首歌曲已經發行。她還錄製了《生命是美麗的》，一首電影《時空永恆的愛戀》的預告片里的歌曲。
2014年6月，她說：“我有這個想法，新專輯叫做美男子的主題曲，所以我只是想一想，這將是什麼意思。”德雷後來在Billboard採訪中確認她的新專輯將被稱為《蜜月旅行》。2015年1月15日，德雷獲得BRIT國際女獨立音樂歌手獎提名。2015年7月14日，德雷發行了《蜜月旅行》，這是專輯的第一首曲目和同名歌曲。她透露，該專輯將包含十四首曲目。2015年8月10日，德雷發表了第一首單曲《海邊狂歡》。2015年8月4日，威肯還透露了他即將推出的第二張專輯《狂野之美》的曲目，與威肯合作，名為《Prisoner》。2015年8月21日，德雷發行《泰伦斯爱你》作為宣傳單曲，并稱可以預先購買專輯。同名歌曲後來於2015年9月7日作為宣傳單曲發行。《蜜月旅行》於2015年9月18日發布，受到音樂評論家的普遍好評，他們讚揚了音樂和德雷的複雜和聲樂表演。在2015年11月，德雷在Billboard年度音樂女性頒獎典禮上獲得開拓者獎，並獲得MTV歐洲音樂獎最佳選擇獎。2010年2月9日，德雷主持拍攝了她的歌曲《怪胎》的音樂錄影帶。拍攝地點位於洛杉磯的威爾頓劇院，該影片在同一日期通過德雷的VEVO亮相。2015年12月，德雷開始宣佈歐洲和北美的巡演日期，以宣傳蜜月旅行。她於2016年6月至2016年11月這些時候演出。

### 2017：《慾望人生》
2015年10月，德雷宣布，她計劃為新專輯撰寫材料。2016年1月，德雷在人民選擇獎中被提名為“最喜愛的女性藝術家”獎，她還獲得了BRIT國際女獨立音樂歌手獎提名。2016年2月和3月，德雷及其團隊人員分別正式透露，她在第四張專輯發行後幾個月就開始工作。
在2016年，德雷在The Weeknd的第三張專輯《Starboy》中演唱了兩首歌，其中一首名為《Stargirl Interlude》的被列為其間奏曲。
《愛》是德雷第五張專輯渴望生活的主打單曲，於2017年2月18日發行。音樂錄影帶由里奇·李執導。不久之後，2017年3月29日正式宣布專輯《生之慾望》的預告片上傳到德雷的VEVO帳戶該專輯包括與史蒂薇·妮克絲和其他藝術家的合作，並於2017年7月21日發行。關於這張專輯，德雷表示：“我為我製作了我早期的四張專輯，但是這張是爲了我的粉絲們，在這張專輯中，我希望我們都能望高處走。”德雷在2017年2月的一段時間裡描述了專輯的美學具有“具有未來風格的複古感覺”。德雷於2017年4月11日發布了《渴望生活》的官方封面。

### 2019：《諾曼去你的洛克威爾！》
德芮自2017年的作品《慾望人生》發行後首次提到新的專輯是在2018年1月，第60屆葛萊美獎上Pitchfork的採訪中。她說：「我已經製作了一些歌曲。我現在有1首尚未收錄進專輯的，叫做《調酒師》的怪歌。」
2018年9月德芮在贊恩·洛在Beats 1電台的節目《World Record》首次播放《威尼斯賤貨》的同時宣布專輯的名稱。在採訪中，德芮透露專輯已經接近完成，而她為了專輯已經錄製了11首歌曲。
2018年間，德芮透過社群媒體分享了數首歌曲的片段，其中包含《喜悅是隻蝴蝶》、《如何消失無蹤》、和《肉桂女孩》。她在10月9日於布魯克林音樂學院首次演唱完整版的《如何消失無蹤》。
2019年6月在愛爾蘭的演唱會中,德芮宣布專輯將會於8月發行。
德芮於2019年7月31日宣布專輯封面、發行日期和曲目列表。專輯封面中，德芮與演員傑克·尼克遜的孫子—杜克·尼克遜站在帆船上擺姿勢，並配上了以西洋漫畫風寫上的專輯名稱及德芮藝名的3個首字母。封面的圖像由德芮的妹妹，攝影師查克·格蘭特拍攝。之後，德芮釋出了專輯預告片。
2019年8月2日，美國零售公司Urban Outfitter釋出了配有額外版本封面的獨家黑膠唱片。額外版本封面同樣由查克·格蘭特拍攝。
首支單曲《水手公寓大廈》於2018年9月12日發行。隔週，9月18日，德芮發行了第2首單曲《威尼斯賤貨》並透露了專輯名稱。《對我這樣的女人來說，懷抱希望是個危險的念頭–但我仍懷抱著》作為第3張單曲發行於2019年1月9日。德芮於2019年5月17日為了超優樂團的紀錄片發行了樂團歌曲《服刑時光》的翻唱版，它同時也是專輯的第4張單曲。同年8月22日，單曲《去他的，我愛你》和《最偉大》與一部雙重的音樂錄影帶同時發行。錄影帶長達9分鐘，其中包含了專輯預告片的內容。
2019年8月1日，德芮宣布了宣傳《諾曼去你的洛克威爾》的巡演的2個行程，第一個行程將會2019年秋天駐足在北美洲，並在2020年時移至歐洲。
專輯的預告片於2019年8月1日釋出，在片中播放的歌曲包括—《服刑時光》、《水手公寓大廈》、《威尼斯賤貨》和專輯同名歌曲。
《諾曼去你的洛克威爾》在發行後獲得多項正面評價。在《偏鋒雜誌》的正面評論中，Sal Cinquemani將專輯描述為「相互傾注的迷幻搖滾和鋼琴哀歌的，令人陶醉的合輯。專輯中不常在歌曲間變換節奏，就像對陷入混亂的世界的精神影響的一次坦率批評。」同樣作為正面評論，《獨立報》的寫道：「專輯既悶熱又使人昏昏欲睡，它存在於早期德瑞極簡的神遊舞曲風格及德芮翻玩多年的骯髒的沙漠搖滾之間，」並以「這是德芮最有自信的一刻」做結論。在網站Stereogum提早發布的評論中，寫到專輯是「一張全新黑暗時代的美麗作品—對被我們破壞的世界的一次多情的回顧。」並稱專輯是「預知未來的瑜珈音樂。」

## 艺术特色

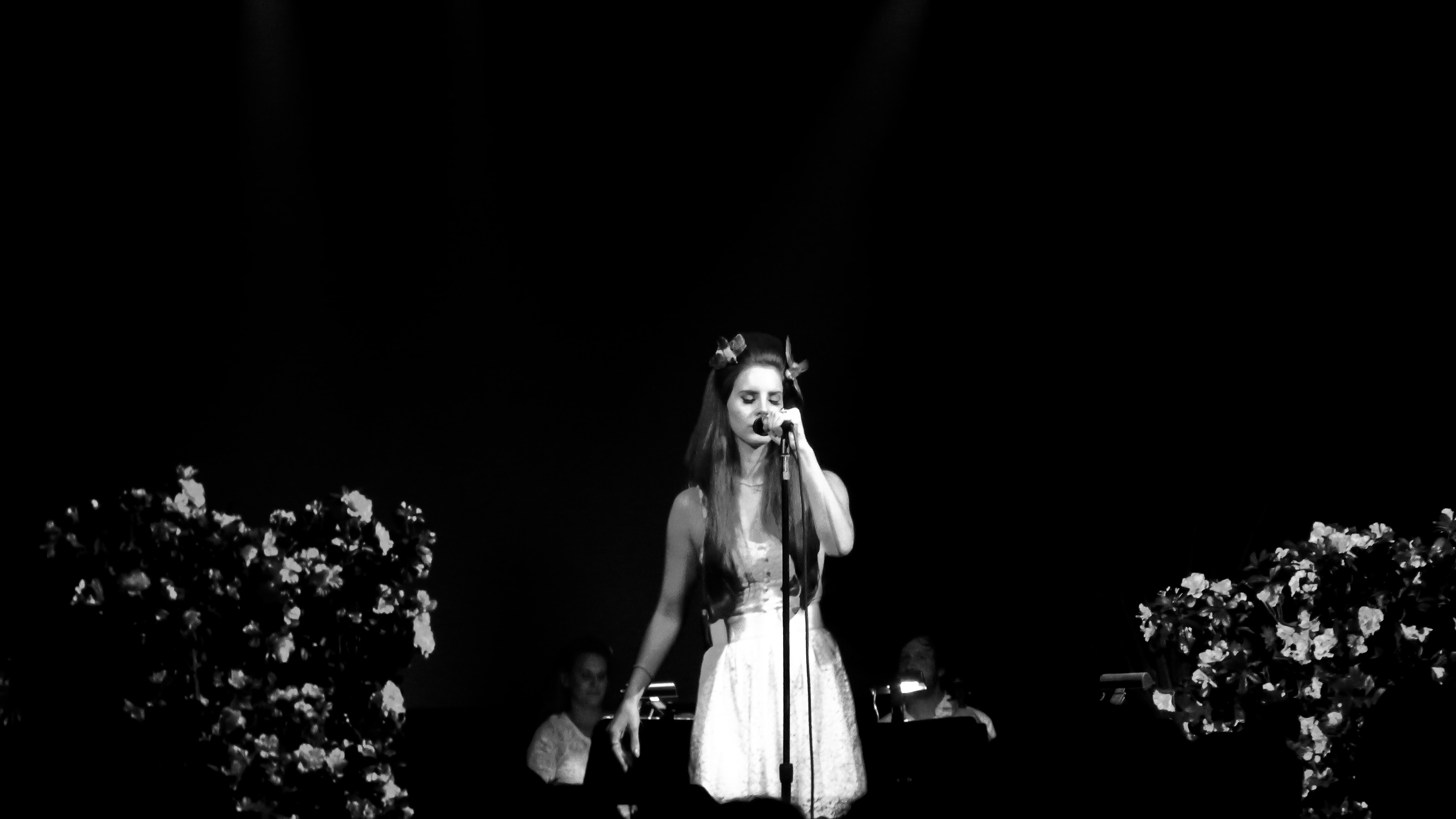
德雷于2012年6月在歐文廣場表演

德雷的音樂聲被音樂評論家稱為“好萊塢式的悲傷”。她的音樂已經被指出了其電影化的聲音，並且涉及到流行文化的各個方面，特別是1950年代和1960年代的美國。德雷在接受Artistdirect的採訪時闡述了這一點，她說：“我甚至沒有出生在五十年代，但我覺得自己就在那裡。”滾石指出，德雷扮演休閒歌手的角色。廣告牌稱她為“一個藝術流行女巫”。時代周刊表示，她的聲音的堅實核心是“電影音樂”，節奏為嘻哈音樂時到達了頂峰。
與幾種風格相關聯，德雷的音樂被廣泛地標記為與各種形式的搖滾，與獨立音樂相關的夢幻流行音樂，還有巴洛克音樂，經常觸及嘻哈、神遊舞曲和迷幻搖滾等風格。生死相守，獨立音樂雜誌Drowned in Sound中寫道：“她喜歡這整個嘻哈的樣子，沒有很多女孩會喜歡她”，並補充說，它聽起來像一首占士邦電影的配樂。在National Anthem，Off to the Races和Diet Mountain Dew中，德雷採用了這種另类嘻哈
德雷的後續專輯引入不同的風格，特別是《极致美学》，它採用了類似於迷幻和沙漠搖滾的吉他音色。廣告牌的肯尼斯·帕特里奇（Kenneth Partridge）注意到這種風格的轉變，寫道：“她為毒品，汽車，金錢以及讓她一直墮落的壞男孩唱歌，而對這些歌曲而言，中世紀的味道依然是棕褐色的，德雷不再像一個滔滔不絕的贝蒂·戴维斯。
Del Rey被描述為“自我風格的流氓南茜·辛纳特拉”和“罗莉塔迷失在聚集區中”。德雷伊也被稱為“信息时代的火炬手”及「反Lady Gaga的」。在王后與大衛·鮑伊等藝術家的影子中，德雷選擇了她的音樂身份，因為那「喚醒了她海邊般的魅力，它聽起來很華麗，脫穎而出」在藝名拉娜·德雷·蕾伊之前，她以Lizzy Grant，Lana Rey Del Mar，Sparkle Jump Rope Queen，和May Jailer的名義表演，在用藝名Lizzy Grant時，她把她的音樂稱為“夏威夷華麗金屬”，而她以May Jailer為藝名時的工作是原音乐。

## 其他行业
2012年1月4日，有报道称德雷与莱思特模特管理公司签约。瑞典平价服饰大厂H&M公司证实了德雷将成为H&M今年秋季形象宣传面孔，她此次代言的秋季大片将由荷兰摄影师夫妇伊涅兹·范·蓝斯委尔迪（Inez van Lamsweerde）和维努德·玛达丁（Vinoodh Matadin）共同掌镜，同时德雷也将在由导演乔韩·瑞克（Johan Renck）所拍摄的全景头宣传片里出镜，并录制翻唱20世纪50年代流行的舞会圣歌《Blue Velvet》。从9月19日开始，观众们就可以在电视广告中看到编辑后的版本，而在H&M店面里就有机会欣赏到这段完整的音乐视频。德雷之后还参与了第二轮的广告拍摄，届时她作为冬季新品代言人亮相。秋装会在10月份左右开售，而视频短片则定于9月19日在hm.com上线。
2012年8月22日，捷豹公司行政高管宣布德雷会签署代言他们的新款捷豹F-Type，德雷在9月的巴黎车展上将其揭晓。艾德里安·霍尔马克（捷豹公司全球品牌总监）解释了他们的选择，他说：“捷豹的最大魅力就是混合了现代性和真实性，基于这两点我们认定拉娜·德雷在她的专业成就上很符合我们的要求。”
歌曲《Burning Desire》最初在德雷的EP《Paradise》预订时期可供直接下载，之后在2013年3月19日作为单曲通过亚马逊和7digital发售，它的音乐影片已在同年2月上传至YouTube。这首歌在一个为捷豹F-Type拍摄的名为《Desire》的微电影中充当主打歌，该影片由亚当·史密斯（Adam Smith）执导，制片人为雷德利·斯科特（Ridley Scott）和戴米恩·路易斯（Damian Lewis）。
德雷也曾在2010年微电影《Poolside》中出演，该微电影由她和几个朋友一起制作。有报道称预算共400美元。

## 个人生活
德雷称她年轻时曾一度酗酒。为解决这个问题，15岁时，她被送去肯特中学就读了3年。她从2004年开始戒掉了酒。2012年9月，她告诉《GQ》：
那时我非常喜欢喝酒。我会每天喝，一个人喝，我觉得这想法很爽。《Born to Die》中我写的很多歌词都是关于这些疯狂的年月。当我写下那些我已经失去的东西时，我就感觉像写到了酒精，因为那是我的初恋。我的父母很忧虑，我也很忧虑。当我喜欢喝酒胜过喜欢做其他任何事的时候我也知道这有问题。我的感觉就像，“我完了，我完蛋了”。就像，最开始还好，然后你觉得你拥有了黑暗的一面——这很刺激——然后当你决定沉溺其中时，你意识到这黑暗的一面每一次都胜过任何其他东西，你也会发现那也是一个完全不同的生活方式……一个完全不同的人。那是在我身上发生过的最糟的事。
她曾与Kassidy乐队前成员貝瑞-詹姆士·歐尼爾（Barrie-James O'Neill）有一段戀情，2011年8月开始，并于2014年6月分手。更早以前，德雷曾与另类摇滚和反民谣音乐人史蒂文·默滕斯（Steven Mertens）有一段恋爱关系，默滕斯制作了她的首张录音室专辑《Lana Del Rey》，在卡恩（David Kahne）重新录制之前。她也与一个唱片公司的高管有一段7年的分分合合的感情关系，此人给了她很多灵感，并被她成为“她一生的爱”。她在20岁出头时遇到了他，当时她试着让她的首张专辑通过一个较出名的公司发行，然而他们仍然很亲密。德雷是天主教徒。
从《电子游戏》以来，就一直有批评声音称她的作品有反女权主义成分。2014年6月，德雷反驳了这种说法，她告诉《The Fader》：“对我而言，我对女权主义问题并不感兴趣。我更对，你知道，太空探索科技公司和特斯拉汽车之类的感兴趣。每当人们提到女权主义的时候，我的感觉就像，天，我只是真的没那样感兴趣。”她也为自己受到反女权主义的指责辩解，说：“对我而言，一个真正的女权主义者就是一个完完全全做自己想做的事的女人。如果我的选择就是去和很多男人在一起，或者如果我很满足于性关系，我不觉得那一定就是反女权。对我而言，这里关于女权主义的争论并不应该引起人们的注意，因为我对女权史并不太了解，所以把我卷入这场争论并不合适。我写下的每段歌词都是带有自传性的，顶多也就是对个人的分析。”
德雷的左手纹有字母“M”，代表她祖母玛德琳（Madeleine），以及单词“paradise”。右手纹有短语“trust no one”。右手无名指上纹有“die young”。右手臂上纹有“Whitman Nabokov”，为向作家弗拉基米尔·纳博科夫（《Lolita》作者）和诗人沃尔特·惠特曼（《I Sing the Body Electric》作者）致敬。左臂上的“Chateau Marmont”是为了纪念她在洛杉矶住的地方——马尔蒙庄园酒店。锁骨附近的“Nina Billie”是致敬她最喜欢的歌手比莉·哈樂黛和妮娜·西蒙。德雷是英超足球队利物浦和苏超足球队凯尔特人的支持者。
2024年9月26日，德雷与杰瑞米·杜弗伦（Jeremy Dufrene）在路易斯安那州结婚。杜弗伦是路易斯安那州德萨尔曼兹的一家游船公司的导游船长；德雷曾与他在2019年一起旅游。

## 作品列表

### 发行唱片

#### 专辑
- Lana Del Ray A.K.A. Lizzy Grant（2010年）
- Born to Die[240]（2012年）
- Born to Die - The Paradise Edition[5]（2012年）
- Ultraviolence[8]（2014年）
- Honeymoon（2015年）
- Lust for Life（2017年）
- Norman Fucking Rockwell（2019年）
- Chemtrails over the Country Club（2021年）
- Blue Banisters（2021年）
- Did You Know That There's a Tunnel Under Ocean Blvd（2023年）
- The right person will stay (2025年)

#### EP
- Kill Kill（2008年）
- Lana Del Rey (EP)（2012年）
- Paradise（2012年）
- Tropico（2013年）

### 未发行唱片

#### 专辑
- Sirens（2006年）

#### EP
- Young Like Me[25][26]（2005年）
- From The End[27][28]（2005年）
- Never Let Me Go (2012)

### 影片
- Poolside[241]（2010年）
- Tropico（2013年）

注释
- 发行唱片是有正式发行，包括在iTunes商店等网络商店中上架过的专辑。

## 備註
1. ↑  评论员和德雷自己都指出她的音乐突出美国特色。《纽约客》[176]、《Idolator》[177][178]、《Art+Action》[179]、《每日邮报》[180]和《Vulture》杂志[181]文章都提到了这一点。

## 外部連結
- 官方网站（英文）
- Lana Del Rey官方Youtube頻道 （页面存档备份，存于）（英文）